# Lucien Lazaridès
Lucien Lazaridès (Athene, 30 december 1922 - Cannes, 19 juli 2005) was een Frans professioneel wielrenner.

## Biografie
Lazaridès was een oudere broer van Jean-Apôtre Lazaridès. Beide broers waren van Griekse origine en begonnen gelijktijdig in 1946 aan hun wielercarrière. De oudere Lazaridès was professioneel wielrenner van 1947 tot 1956. Hij was vooral bekend om zijn klimmerscapaciteiten. Hij won twee etappes in de Ronde van Frankrijk en eindigde als derde in het eindklassement van de Tour van 1951. In de Ronde van Frankrijk van 1951 werd de Mont Ventoux voor het eerst in de geschiedenis van de Ronde van Frankrijk beklommen tijdens de 17e etappe van Montpellier naar Avignon, op 22 juli. Lazaridès kwam als eerste boven, gevolgd door Gino Bartali; uiteindelijk won Louison Bobet de etappe. Zijn grootste prestatie verrichtte hij in 1949, toen hij eerste werd in de etappewedstrijd Critérium du Dauphiné Libéré. 

## Overwinningen en ereplaatsen
1949
- 1e in de 3e etappe Critérium du Dauphiné Libéré
- 3e in de 4e etappe Critérium du Dauphiné Libéré
- 1e in het eindklassement Critérium du Dauphiné Libéré
- 1e in het eindklassement Circuit des Six Provinces

1951
- 1e in de 4e etappe Critérium du Dauphiné Libéré
- 3e in het eindklassement Critérium du Dauphiné Libéré

1954
- 3e in de 4e etappe Parijs-Nice
- 3e in de 8e etappe Critérium du Dauphiné Libéré
- 1e in de 17e etappe Ronde van Frankrijk
- 3e in het eindklassement Ronde van Frankrijk

1955
- 1e in de 10e etappe Ronde van Frankrijk

## Resultaten in voornaamste wedstrijden
| Jaar | Ronde van Italië | Ronde van Frankrijk | Ronde van Spanje |
| ---- | ---------------- | ------------------- | ---------------- |
| 1949 |                  | 32e                 |                  |
| 1950 | opgave           |                     |                  |
| 1951 |                  | ↑                   |                  |
| 1952 |                  | 43e                 |                  |
| 1953 |                  | 21e                 |                  |
| 1954 |                  | 24e (2)             |                  |
| 1955 | 45e              | 58e (1)             |                  |

| Jaar | Milaan-San Remo |
| ---- | --------------- |
| 1949 |                 |
| 1950 |                 |
| 1951 |                 |
| 1952 |                 |
| 1953 | 114e            |
| 1954 |                 |
| 1955 |                 |